# Gefecht von Altenzaun
Das Gefecht von Altenzaun am 26. Oktober 1806 war ein Gefecht der Nachhut der preußischen Truppen in der Nähe des Ortes Altenzaun nach der Schlacht bei Jena und Auerstedt.

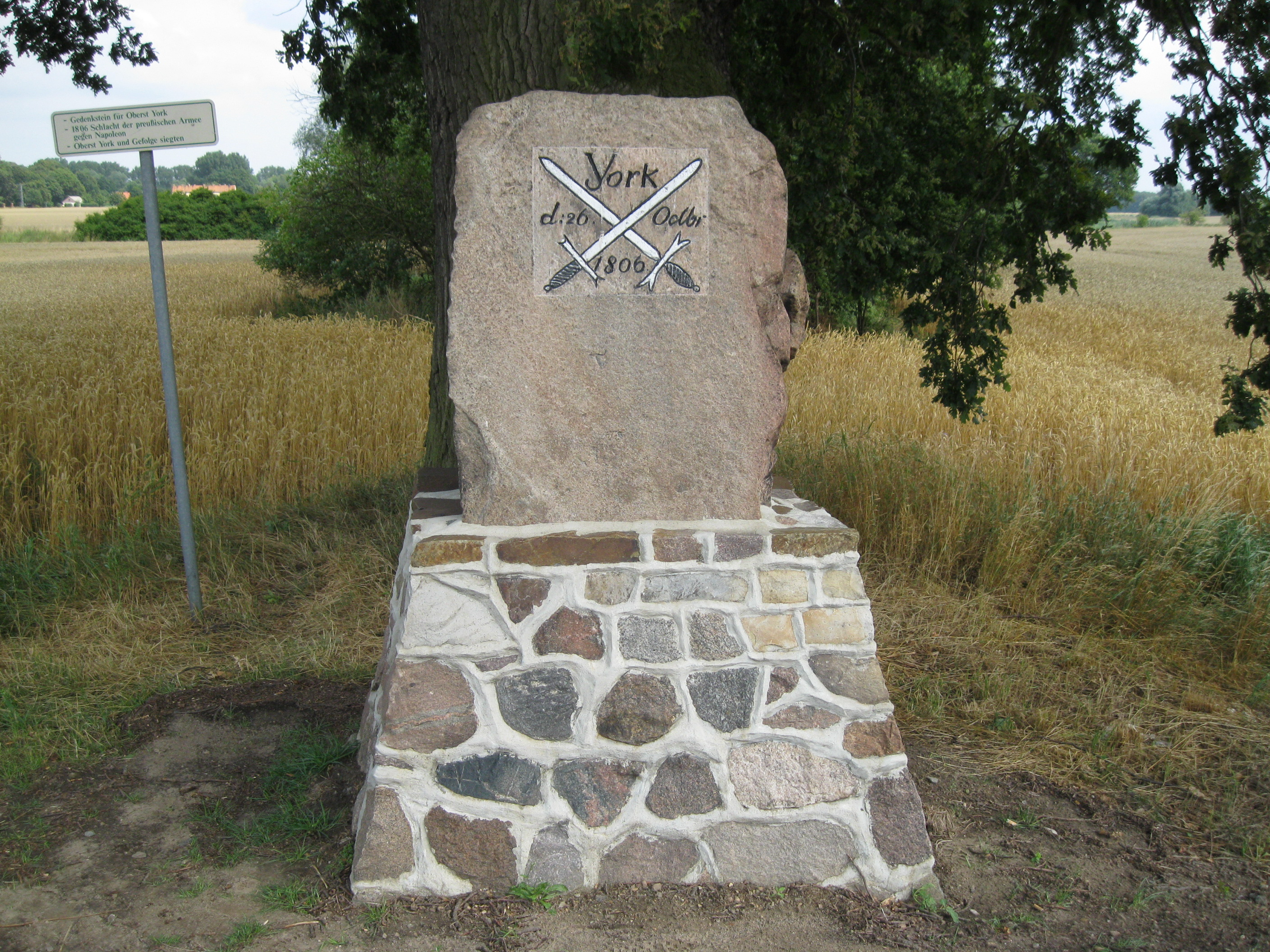
Yorckstein bei Altenzaun

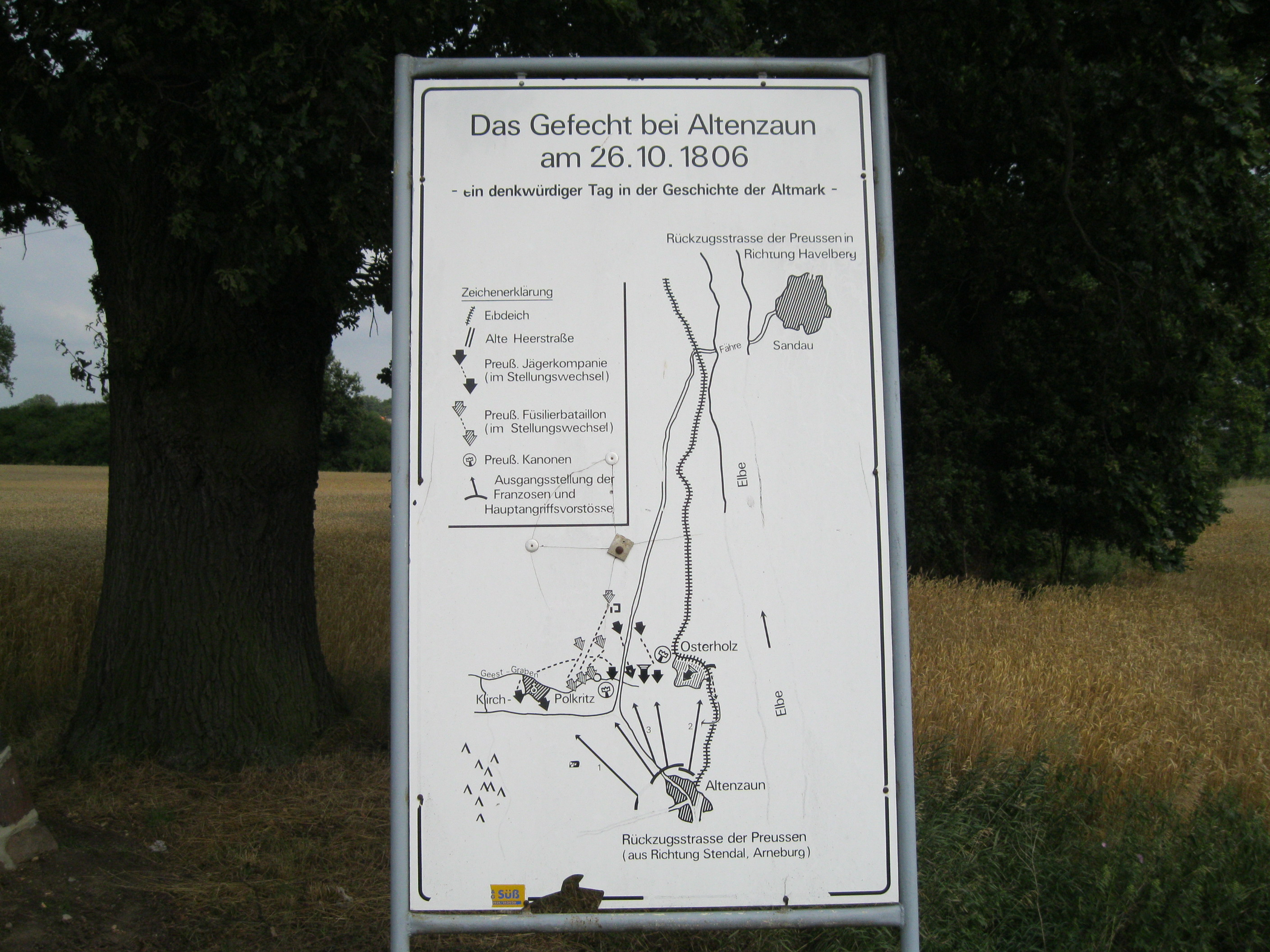
Gefechtsverlauf

## Vorgeschichte und Verlauf
Die preußischen Truppen wurden durch die Niederlage bei Jena und Auerstedt am 14. Oktober 1806 zum Ausweichen gezwungen.
Der Großteil der geschlagenen Kräfte lief auseinander, da sachgerechte Führung durch die tödliche Verwundung des Armeebefehlshabers (Herzog von Braunschweig) und eine rechtzeitige Nachfolgerbestimmung ausgeblieben war.
Lediglich General Blücher vermochte einen Teil des geschlagenen Heeres unter seinem Kommando zu vereinigen und geordnet über die Elbe zurückzuführen.
Hierbei bewährte sich der damalige Oberst von Yorck.
Der Übergang über die Elbe sollte mit den Truppen Yorcks gesichert werden, um mit den Hauptkräften bei Sandau über den Fluss setzen zu können. Yorck bekam das Kommando übertragen, um den Abmarsch nach Norden hin zu sichern.
Er besetzte mit sechs Jägerkompanien, drei Füsilierbataillonen und zwei Geschützen am 26. Oktober 1806 eine gut gewählte Stellung zwischen Altenzaun und Schwarzholz (Polkritz).
Indem er ein Feuer auf einem Hügel in weiter Ferne anzündete, bezweckte er, dass die Feinde dachten, dass sie dort verweilten. So konnte er aus dem Hinterhalt angreifen und hatte einen Vorteil.
Er schlug heftige Angriffe des zahlenmäßig überlegenen Gegners nicht nur zurück, sondern erwiderte diese mit einem Gegenangriff und ermöglichte so den Übergang des Hauptheeres unter Blücher über die Elbe. Mit diesem Gefecht – dem ersten preußischen Sieg seit der Niederlage von Jena und Auerstedt – festigte der Oberst seinen Ruf als Taktiker.
Im Rahmen des Dorffestes wurde 2006 der 200 Jahre zurückliegenden Ereignisse gedacht.
Am 29. Oktober 2016 wird das historische Gefecht nachgestellt.